# Sala de los Reyes (Alhambra)
La sala de los Reyes se encuentra en el gran espacio áulico y emblemático del Palacio de los Leones, lugar de reposo y tertulia, en La Alhambra de Granada. Se estructura en torno a un gran vestíbulo, de más de 30 metros de longitud, que servía de escenario para las más variadas recepciones y representaciones festivas.

## Historia
En el siglo XIX sus cubiertas se reformaron dándole una forma individualizada no apropiada para la conservación de las pinturas, lo que provocó su deterioro, subsanado en la actualidad con la vuelta a la configuración original de las cubiertas. Las pinturas se consolidarón, para luego acomter la restauración en sí, empezando con la intervención en los reversos, cuero, de las pinturas, luego estas en si y por último, las bóvedas de mocárabes y zócalos.

## Descripción

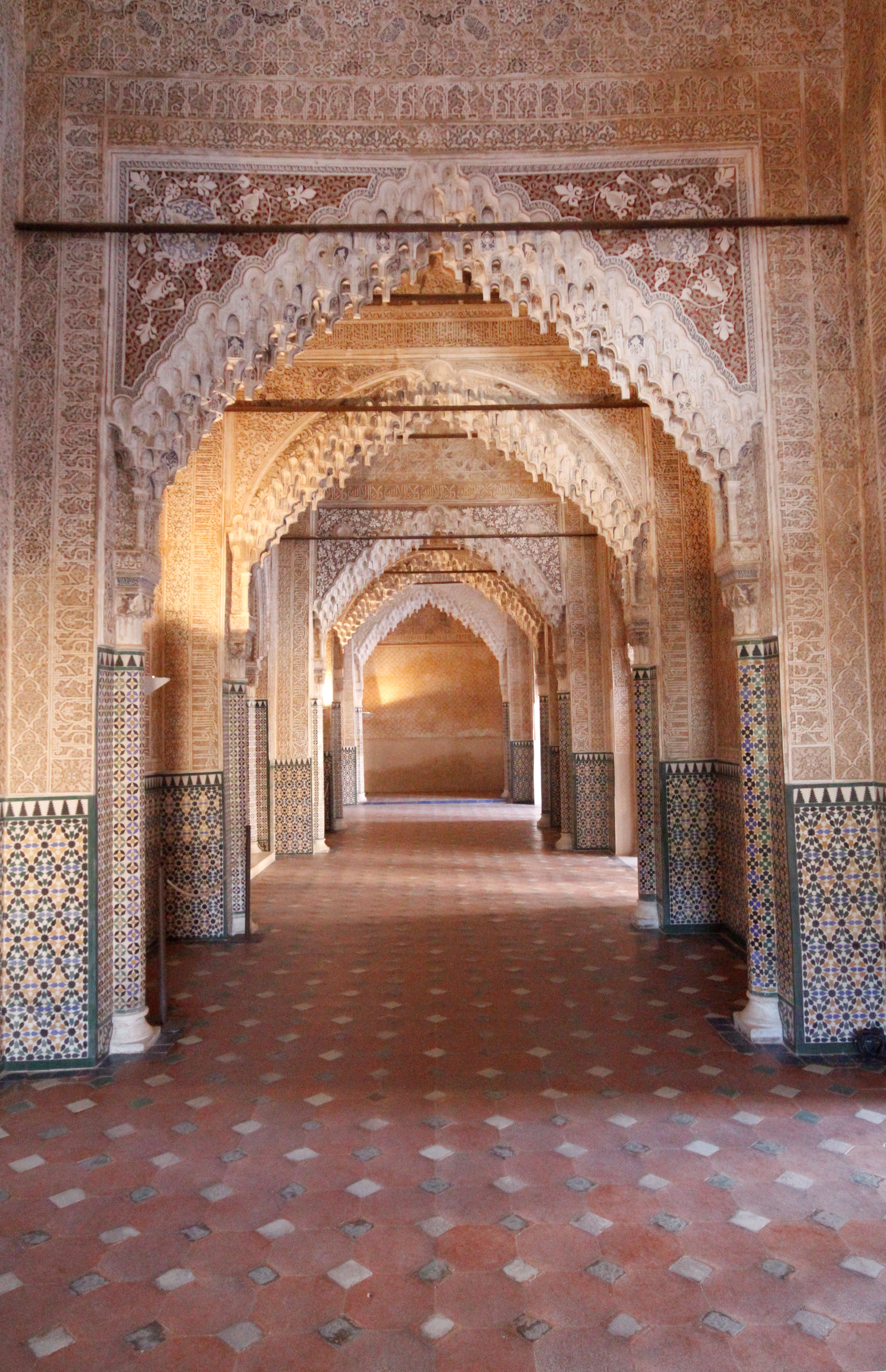
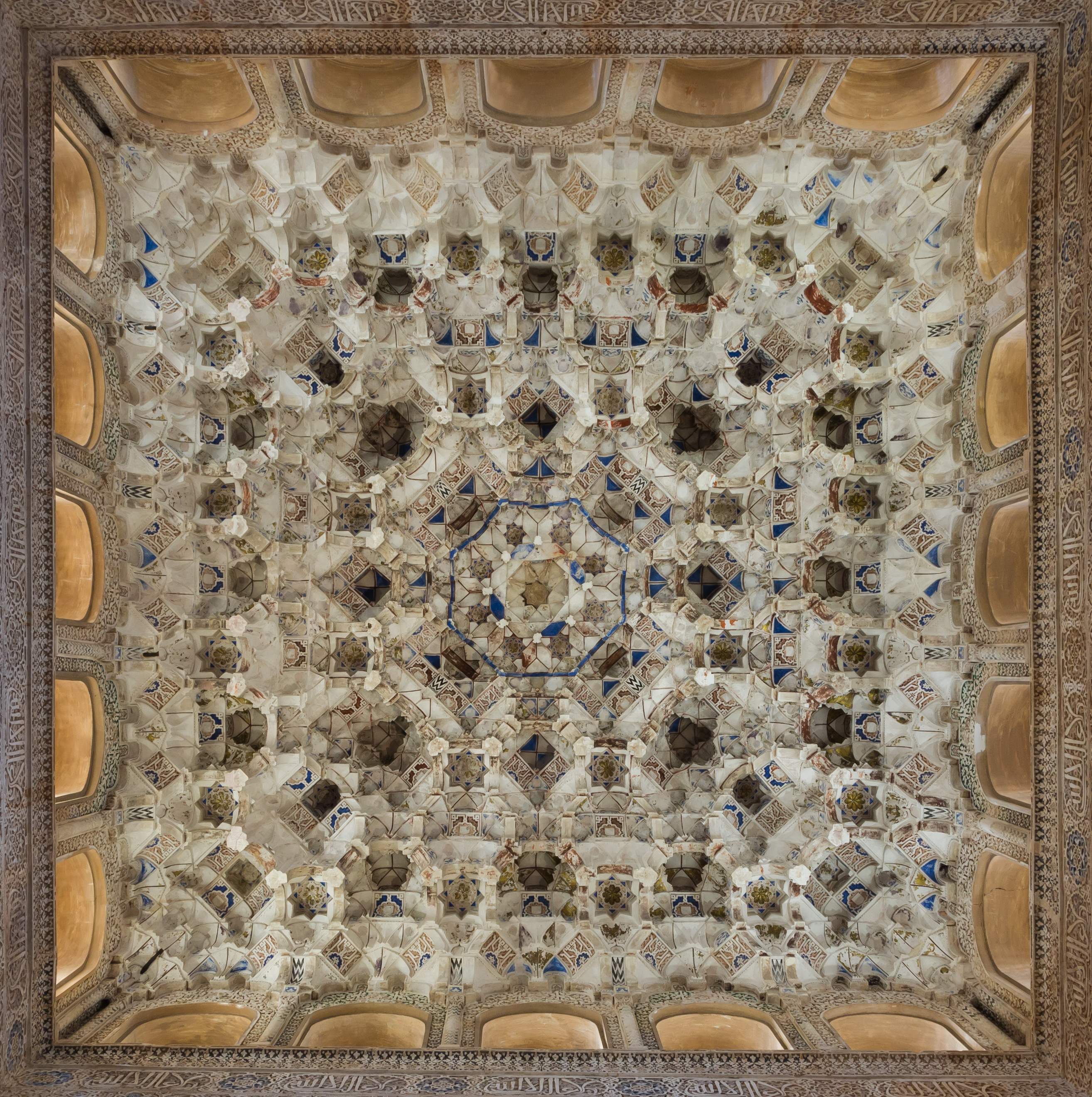
Bóveda de mocábares en la Sala de los Reyes

La sala en cuestión ocupa todo el lado oriental del patio. Esta recibe su nombre por la pintura que ocupa la bóveda del cuarto central. Es la sala más larga del palacio, dividida en 3 cuartos iguales y dos pequeños que pudieran ser armarios, por su emplazamiento y falta de iluminación.
También se la llamó sala de la Justicia y del Tribunal a partir del siglo XVIII. Se accede a ella desde la cabecera del Patio de los Leones por tres pórticos con arcos triples de mocárabes y decorados con rombos calados sostenidos por finas columnas. Por su disposición, la sala queda dividida en siete partes: tres habitaciones cuadradas, separadas por dos tramos rectangulares y alcobas en los extremos. En las habitaciones cuadradas se observan cúpulas de mocárabes y se accede a los tramos rectangulares que las separan a través de arcos dobles, tramos que también poseen bóvedas de mocárabes, al igual que las alcobas. Toda esta distribución y decoración realzan la luz que penetra en la sala, en la que se contrasta la pesadez de los arcos con la delicada ornamentación de sus muros, compuesta por inscripciones, así como por un zócalo de alicatados que rodeaba la sala, del que solo quedan dos fragmentos.

## Las pinturas de las bóvedas

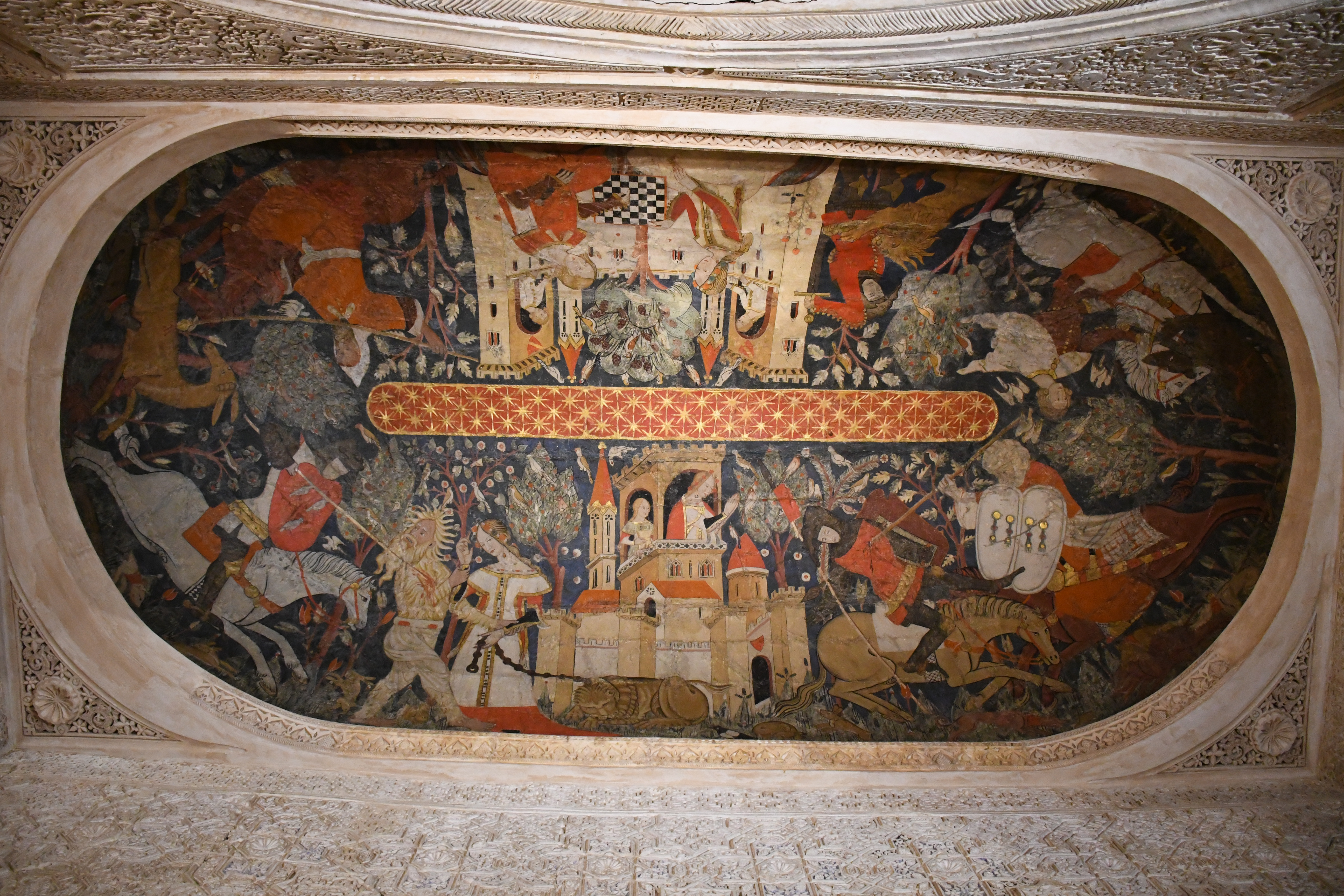
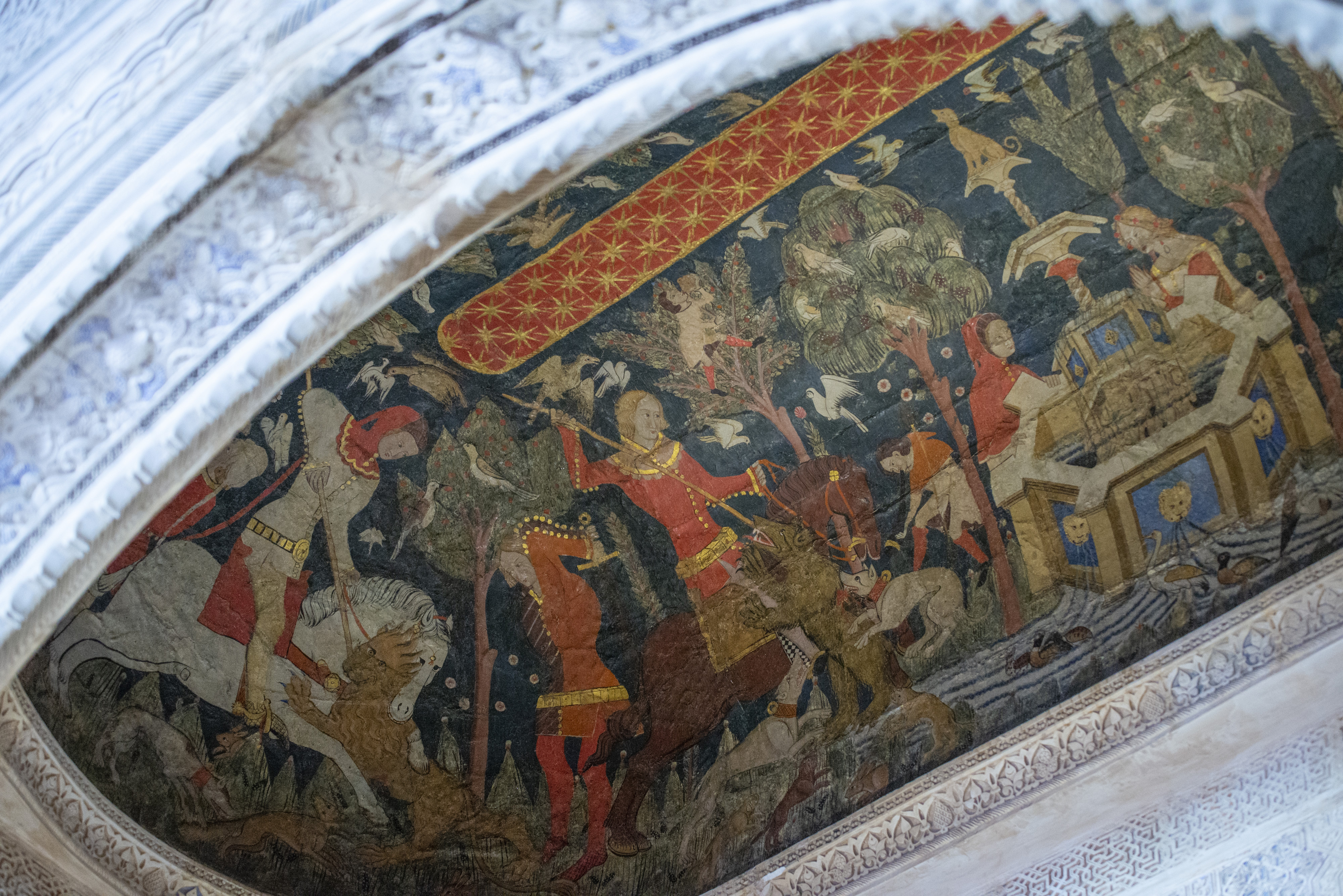

Las pinturas que presenta la sala se encuentran en tres cúpulas de madera en forma de elipse y forradas de cuero. La pintura del centro podría estar representando a los diez reyes de la dinastía nazarí. Las de las bóvedas laterales nos muestran escenas caballerescas (de caza principalmente) y de temática amorosa y posiblemente cuentan leyendas o aventuras de reyes musulmanes. A pesar de esto, las pinturas son claramente cristianas, lo que queda patente en la representación de temas musulmanes, mucho más torpe e imprecisa que la de los cristianos.
El taller toledano en su proyección hacia Andalucía, nos ofrece uno de los ejemplos más singulares de la pintura gótica del siglo XV en las escenas sobre cuero que cubren las tres falsas bóvedas de la Sala de los Reyes de la Alhambra de Granada. Desde el punto de vista formal, dichas escenas resultan cercanas al gótico lineal, ya que predomina el dibujo y posee un modelado muy somero, aunque han desaparecido ya los convencionalismos de los pintores románicos y los escenarios arquitectónicos son análogos a los de los relieves. Con frecuencia, como en la miniatura del gótico lineal, los fondos son de oro, aplicado en panes.
El estilo, con bastantes recuerdos del gótico lineal en el abundante empleo de la línea y el dorado, responde también a los caracteres del Trecento: en los rasgos de las figuras, la preocupación por el volumen, así como en algunas indumentarias que evidencian notas florentinas. El conjunto se debe sin duda a artistas cristianos conocedores del mundo musulmán, en donde se mezclan la estética italiana con la islámica, poniéndose de manifiesto la influencia del taller toledano como base de la amistad existente entre don Pedro I de Castilla y Muhammad V de Granada por esos años.
En las bóvedas vemos una rica iconografía de carácter profano. En este sentido, hemos de advertir que estas pinturas de las sala de los reyes son el mejor ejemplo de pintura gótica profana, de difícil interpretación por otra parte. De las tres bóvedas, la central presenta a varios reyes, que, por considerarse los de la dinastía nazarí, permiten fechar las pinturas entre 1396 y 1408. A primera vista la más atrayente puede resultar ser la pintura de los reyes aunque en ningún momento hemos de olvidar la importancia que poseen las dos bóvedas laterales, pues en ellas se representan escenas de caballería y de amor, probablemente inspiradas en algún texto literario novelesco aun no identificado. Cristianos casi la totalidad de los personajes y cristiana la arquitectura del fondo, el caballero moro que figura en lugar preeminente presta a la composición sabor de romance fronterizo.
Volviendo a lo dicho, la obra cuenta con inspiración caballeresca en la literatura de la época, sin olvidar contactos con las artes decorativas en donde se combinan temas de amor cortés, caza y juego con elementos fantásticos y simbólicos, en los que se une la estética islámica con la cristiana.
Las pinturas tienen una técnica muy laboriosa. Se trata de planchas de madera de peralejo bien cepillada y formando una elipse. Sobre la superficie cóncava se extiende el cuero mojado, pegándolo con un baño de cola y claveteado con pequeños clavos de cabeza cuadrada cubiertos de estaño para evitar la oxidación. Sobre el cuero se dispone una capa de yeso, caña y cola de 2 cm de espesor ya tostada y pintada de rojo. Sobre esta capa y con un punzón se dibujan los temas.

### Representaciones de las pinturas de la sala de los reyes
En el siglo XVIII se produjo el verdadero impulso de revalorización de temas árabes. Esto tuvo como punto de partida la iniciativa de la Real Academia que a mediados del siglo XVIII promovió la publicación de las antigüedades árabes de Granada y Córdoba. En esta publicación se llevaron a cabo copias de las obras musulmanas para su estudio y divulgación. Estas copias fueron realizadas por muchos autores, no obstante debemos destacar la labor emprendida por Sarabia que copió las obras de las bóvedas de la sala de los reyes en seis lienzos y las copias realizadas con posterioridad por otros autores como Joaquín Ballester (bóveda derecha) y Joseph Mugía, quienes pudieron realizar sus copias con mayor libertad. Este somero ejemplo nos da una idea de la importancia de estas pinturas y sobre todo de la importancia que tienen para el estudio múltiples representaciones de una misma obra. Todo esto prueba el valor y preocupación que por estas pinturas se ha mantenido desde el siglo XVIII hasta nuestros días. En la actualidad se siguen estudiando como uno de los mejores ejemplos de la pintura trecentista y gótica profana castellana.

### Interpretaciones
La obra ofrece toda una serie de interrogantes, tanto en relación con la identidad del artista y del cliente como en torno a la interpretación iconográfica. En la bóveda central, dispuestos simétricamente en torno a su espacio oval y conversando entre sí, se sitúan diez figuras de Árabes, sentados sobre cojines, lujosamente ataviados, destacando sobre un fondo dorado, con una decoración de estrellas en su eje. En sus extremos se sitúan dos escudos de la Orden de la Banda con cabezas de sierpes y leones custodiándolos.
La identificación de los diez personajes ofrece diferentes interpretaciones: para unos será la representación de los reyes de la dinastía nazarí de Granada (Gómez Moreno); otros piensan que se trata de un consejo árabe (Contreras); una tercera postura apunta hacia personajes de la aristocracia granadina o fantásticos guerreros, sorprendidos en el momento en que son investidos de la Orden de la Banda. Una última posibilidad es que se trate de Muhammad V acompañado por sus cortesanos. Podríamos decantarnos por la primera interpretación, ya que probablemente es la que más se ajusta, tanto a la funcionalidad de la sala, como a la composición de la obra.
En las bóvedas laterales, parecen representarse las escenas secuenciales de un relato novelesco medieval, en el que unos caballeros, claramente identificados por sus ropas musulmanas y cristianas, realizan diversas pruebas para obtener los favores de una dama. La historia que comienza en la bóveda izquierda, puede tener su desenlace en la bóveda de la derecha, sucediéndose distintos episodios como la cacería de animales salvajes, el juego del ajedrez o la justa entre caballeros. Todas las escenas se desarrollan entre una extraordinaria representación de la naturaleza: aves y animales silvestres en movimiento entre una profusa vegetación y arboleda.